# Lectionnaire
Pour les articles homonymes, voir épistolier.

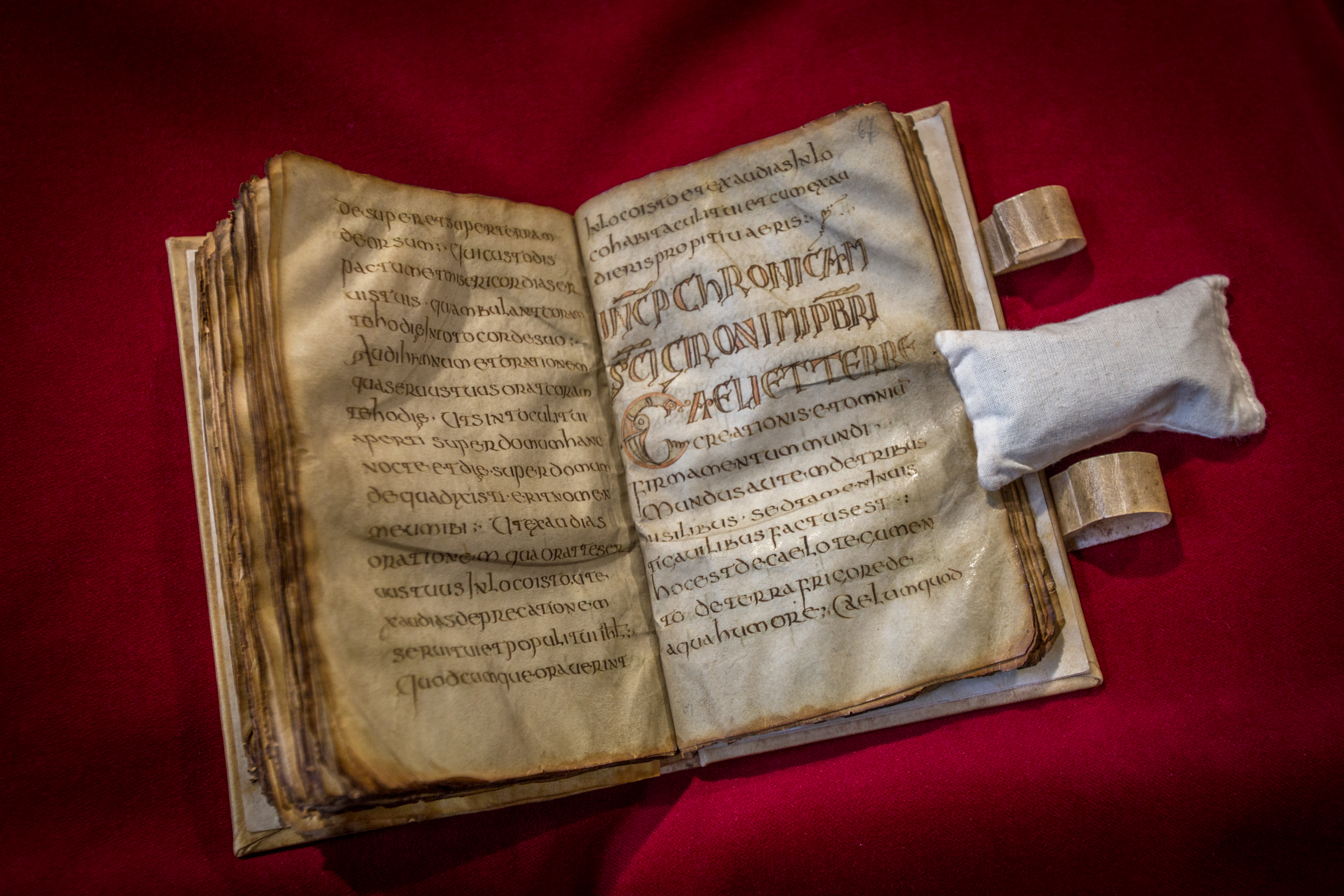
Lectionnaire mérovingien (VIIe siècle). Manuscrit sur parchemin. (Ms 1A). Issu de la collection de Beatus Rhenanus. – Coll. Bibliothèque humaniste de Sélestat.

Le lectionnaire ou épistolier est un livre liturgique contenant les passages des textes religieux lus à l'occasion des cérémonies religieuses. C'est donc l'ouvrage qui contient les lectures des offices dans la liturgie chrétienne, en particulier dans la messe catholique et la liturgie orthodoxe.

## Historique
La Lecture de la Torah, aux temps talmudiques, se faisait, en terre d'Israël selon un cycle de trois ans, alors qu'en Babylonie, il n'était que d'un an. Le judaïsme rabbinique a adopté le rite babylonien, mais les premiers chrétiens ont adapté le rite « palestinien », à l'ensemble de la Bible grecque, Ancien et Nouveau Testament. Voir Rite de l'Église de Jérusalem. Selon le philologue Christoph Luxenberg, le Coran serait, pour partie, dérivé d'un tel lectionnaire de psaumes en langue syriaque, plus précisément syro-araméenne.
Certains lectionnaires, copiés et enluminés au Moyen Âge sont de véritables œuvres d'art. C'est le cas, par exemple du lectionnaire dit de Luxeuil, chef-d'œuvre de l'enluminure mérovingienne.
D'autre part, les livres, copiés sur peau d'animal, coûtant cher, la Bible était rarement entièrement recopiée dans son intégralité. Au XIe siècle, à l'époque où se développe la philosophie scolastique, on prend l'habitude de recopier les passages bibliques qui semblent les plus importants, donc essentiellement du Nouveau Testament puis de les faire suivre d'un commentaire. Ces compendium étaient utilisés par les étudiants dans les universités débutantes.

## Lectionnaire catholique
Depuis le concile Vatican II, le lectionnaire dominical prévoit un circuit sur l'ensemble de la Bible en trois ans et le lectionnaire quotidien est construit sur un rythme de deux ans. Ceci permet notamment un plus large parcours de la Bible. Les lectures durant la messe du dimanche sont, depuis les réformes de 1970 : un passage de l'Ancien Testament ou des Actes des Apôtres, un extrait de Psaume, un passage d'une épître, un passage d'Évangile. Pour la messe quotidienne, les lectures sont : un passage de la Bible à l'exclusion des Évangiles et des Psaumes, selon un principe de lecture quasi-continue sur un cycle de deux ans ; un extrait de Psaume, un passage d'Évangile, selon un cycle annuel.

## Lectionnaire œcuménique
Il existe également un lectionnaire œcuménique mis au point par la Consultation internationale sur la liturgie en langue anglaise - CILA (International English Language Liturgical Consultation - ELLC) qui comprend aujourd’hui des représentants de plus de vingt-cinq Églises protestantes en Amérique du Nord, de même que la Commission internationale catholique sur la liturgie en langue anglaise - CCLA (Roman Catholic International Commission on English in the Liturgy - ICEL) et représente des groupes similaires en Australie, en Nouvelle-Zélande, en Grande-Bretagne et au Canada, en plus du groupe CCLA. Le plan des trois lectures et des trois années demeure exactement le même. Le calendrier est pratiquement le même. Les textes des Évangiles sont presque toujours les mêmes, ainsi que les choix des deuxièmes lectures.
Les églises luthériennes en France suivent fréquemment le lectionnaire œcuménique mais pas obligatoirement. Les églises réformées tiennent beaucoup à la liberté du choix des textes laissée au pasteur sur lesquels il basera sa prédication. Le terme « œcuménique » est utilisé dans ce cas comme une prophétie auto-réalisatrice.
L'Ordo Lectionum Missæ romain de 1969 est grandement repris par les Églises protestantes des courants historiques. En ce qui concerne la FPF, elle y ajoute pour les jours de la semaine les propositions de l'Ökumenische Arbeitsgemeinschaft für Bibellesung, organisme œcuménique allemand qui fait la promotion de la lecture biblique. Son fonctionnement est trisannuel. L'année liturgique commence le premier dimanche de l'Avent (quatre semaines avant Noël), comme chez les catholiques, pour lesquels l'histoire de Jésus, de sa nativité à sa Résurrection, équivaut à l'histoire du Salut.
En régime protestant, plus exactement « réformé », il serait souhaitable d'envisager une histoire du salut commençant à Pâques i.e. à la Résurrection et d'intégrer les fêtes et leur préparation à l'année liturgique, car, dans l'optique protestante, « chaque dimanche est une Pâques ».

« Se réjouir que tous les chrétiens lisent les mêmes textes est très honorable et c'est effectivement en partie à souhaiter pour manifester l'unité de l'Église universelle. Dans le cas présent, les protestants n'ont pas été consultés pour la constitution de cette liste. Il s'agit bien alors d'un œcuménisme comme on l'envisage à Rome, sous le magistère romain. On ne peut pour autant nier la dimension œcuménique qui fait que ce lectionnaire est en place presque "par toute la terre habitée" »

— Gilles Boucomont